# Prvenstvo Hrvatske u vaterpolu 2002./03.
Hrvatsko vaterpolsko prvenstvo za sezonu 2002./03. je osvojila Mladost iz Zagreba.

## Natjecateljski sustav prvenstva
U prvenstvu je sudjelovalo 10 klubova, a prvenstvo se održalo u dva dijela - ligaškom i doigravanju. U ligaškom dijelu su klubovi igrali dvostrukim liga-sustavom (18 kola), a najbolje četiri momčadi su se plasirale u doigravanje koje se održalo kup-sustavom.

### Ligaški dio
| poz. | klub                   | ut. | pob. | rem. | por. | g+  | g-  | gr   | bod. |                       |
| ---- | ---------------------- | --- | ---- | ---- | ---- | --- | --- | ---- | ---- | --------------------- |
| 1.   | Jug Dubrovnik          | 18  | 16   | 1    | 1    | 235 | 124 | 111  | 33   | doigravanje za prvaka |
| 2.   | Mladost Zagreb         | 18  | 16   | 0    | 2    | 230 | 97  | 133  | 32   | doigravanje za prvaka |
| 3.   | Primorje Rijeka        | 18  | 13   | 1    | 4    | 198 | 126 | 72   | 27   | doigravanje za prvaka |
| 4.   | Jadran Split           | 18  | 11   | 1    | 6    | 174 | 117 | 57   | 23   | doigravanje za prvaka |
| 5.   | Mornar Brodospas Split | 18  | 9    | 3    | 6    | 147 | 129 | 18   | 21   |                       |
| 6.   | POŠK Split             | 18  | 8    | 1    | 9    | 158 | 152 | 6    | 17   |                       |
| 7.   | Medveščak Zagreb       | 18  | 7    | 0    | 11   | 152 | 184 | -32  | 14   |                       |
| 8.   | Gusar Mlini            | 18  | 4    | 0    | 14   | 130 | 216 | -86  | 8    |                       |
| 9.   | Šibenik                | 18  | 1    | 2    | 15   | 110 | 218 | -108 | 4    |                       |
| 10.  | Kvarner Opatija        | 18  | 0    | 1    | 17   | 109 | 280 | -171 | 1    |                       |

### Doigravanje
| faza                        | 1.klub         | 2.klub             | utakmice                         |
| --------------------------- | -------------- | ------------------ | -------------------------------- |
| poluzavršnica               | Mladost Zagreb | Primorje RB Rijeka | 14:6*, 9:6                       |
| poluzavršnica               | Jug Dubrovnik  | Jadran Split       | 14:10*, 9:6                      |
| završnica                   | Jug Dubrovnik  | Mladost Zagreb     | 11:8*, 6:9, 14:9*, 10:11, 0:5bb* |
|                             |                |                    |                                  |
| * domaća utakmica za 1.klub |                |                    |                                  |

## Poveznice
- 3. HVL 2003.
- Hrvatski vaterpolski kup 2002.